# Волиця (Теребовлянська)
Воли́ця (Теребовля́нська) — колишнє село на Теребовлянщині, передмістя Теребовлі. Приєднане після Другої світової війни до міста Теребовля.
Село знаходилося на південно-східних околицях Теребовлі. Межувало на півдні з Плебанівкою, на півночі — з Садами, на сході — з Іванівкою. Сільська забудова підходила аж до меж міста, а від Садів село було відділене лише дорогою на Глещаву (тепер Глещавецька вулиця).
Село розташовувалося на узгір'ї (максимальна висота — 361 метр).
1890 року в селі (в межах гміни) було 56 будинків і проживали 289 мешканців. 5 будинків і 39 мешканців жили на території маєтку. Серед жителів переважали українці («русини») — 200 осіб, та 128 поляків і євреїв.
В селі не було власного храму, тому віручі жителі були парафіянами греко- та римо-католицької теребовлянських церков. Всього було 213 греко-католиків, 90 римо-католиків та 25 юдеїв.
До маєтку належали більшість земель села: 385 моргів орної землі, 13 моргів городів та 24 морги пасовиськ. Селянам належали 303 морги орної землі, 22 морги городів та 4 морги пасовиськ.
У міжвоєнній Польщі село до 1934 року утворювало власну сільську гміну, а 1 серпня 1934 року в рамках реформи самоврядування на підставі нового закону від 23 березня 1933 року село увійшло до складу сільської гміни Трембовля.